# Ala-Köl
Ala-Köl (kir. Ала-Көл, također Alakөl, rus. Ала-Куль) je  jezero u planinskom lancu Terskej Alataj u okrugu Ak-Suu u Isjakulskoj oblasti u Kirgistanu. Nalazi se na nadmorskoj visini od 3,532 m. Dugo je 2.8 km, a široko 600–700 m. Površina jezera je 1.5 km2.

## Povijest
Ruski putnik po imenu Putimtsoff prvi je svjesno posjetio jezero 1811. godine. On ga je dobro opisao, spominjući kamenje različitih boja u jezeru i bijesne vjetrove koji pušu oko jezera. Trideset godina kasnije Alexander von Schrenk istraživao je jezero i njegovu okolicu.
Doslovno bi naziv Ala-Köl značilo 'raznobojno jezero', iako je vjerojatno dobilo ime po planinama Ala-Tau koje leže sjevernije.

## Vanjske poveznice
|  | Zajednički poslužitelj ima još gradiva o temi Ala-Köl |